# Lidelse
Lidelse er generelt en betegnelse for smerte, ubehag eller vanskeligheder, både fysiske og følelsesmæssige, som en person kan opleve. Begrebet dækker et bredt spektrum af tilstande og situationer, og det kan variere betydeligt afhængigt af kontekst og individuel opfattelse.
Det er vigtigt at bemærke, at opfattelsen af lidelse er subjektiv, og hvad der kan være smertefuldt eller vanskeligt for en person, kan variere betydeligt for en anden. Professionelle sundhedsudbydere, såsom læger, psykoterapeuter og psykologer, tager ofte hensyn til både de fysiske og psykologiske aspekter af lidelse for at give passende støtte og behandling.Antonymer indbefatter glæde og velbehag.

## Kulturelle og sociale aspekter
Sociale og kulturelle aspekter af lidelse henviser til, at lidelse ikke kun er en individuel oplevelse, men også formes af og er indlejret i de sociale og kulturelle kontekster, hvor mennesker lever.
Ifølge nogle forskere kan kulturelle normer og forventninger ikke mindst forme, hvordan lidelse forstås og opleves. Disse aspekter påvirker, hvordan lidelse opfattes, udtrykkes og håndteres på individuelt og samfundsmæssigt niveau. Forekomsten af især psykiske lidelser må således forstås ud fra kulturelle betingelser, ligesom den subjektive oplevelse af lidelse også er påvirket af kulturelle forhold.
Samfundsmæssige strukturer og uligheder kan også bidrage til lidelse på individuelle og kollektive niveauer. Sociale faktorer som økonomisk status, uddannelsesniveau og adgang til sundhedsydelser kan påvirke, hvordan folk oplever og håndterer lidelse. Sociale uligheder kan resultere i forskellige niveauer af eksponering for stress og belastninger, hvilket igen kan påvirke mental og fysisk sundhed.

## Religiøse perspektiver

### Jødedom
I Det Gamle Testamente indgår der i Jobs Bog en beskrivelse af lidelsens natur og mening.

### Katolicisme
I den romersk-katolske kirke er lidelse et resultat af menneskets ondskab. Igennem korsfæstelsen tog Jesus lidelsen på sig, frelste menneskeheden fra dets synder og indstiftede en ny pagt mellem Gud fader og mennesket.